# Sobarocephala plumata
Sobarocephala plumata är en tvåvingeart som beskrevs av Axel Leonard Melander och Argo 1924. Sobarocephala plumata ingår i släktet Sobarocephala och familjen träflugor.
Artens utbredningsområde är Panama. Inga underarter finns listade i Catalogue of Life.